# Bradley Brookshire
Bradley Brookshire   (1959) és un clavecinista estatunidenc.
Va obtenir la seva llicenciatura a l'Escola de Música de la Universitat de Michigan (en Història de la Música i Musicologia), el seu Mestratge en Música de Mannes College a la Ciutat de Nova York (Performance Històrica i direcció), i és candidat per al Doctorat en Musicologia en el Centre de Postgrau de la Universitat de la Ciutat de Nova York, un diploma de Tecnologia interactiva. Els seus estudis van ser amb Edward Parmentier, Andreas Staier i Arthur Haas.
El 1997, Brookshire va començar un recorregut per les obres de clavicordi completes de Bach en una sèrie de vuit recitals en diverses sales de concerts a la ciutat de Nova York.
Ha gravat a Purcell, Handel i Bach. Al The New York Times, James Oestreich va citar el seu enregistrament de 2001 de Suites franceses de Bach en la seva roundup Critic's Choice dels millors enregistraments clàssics d'aquest any. Està inclòs en dues pistes de l'enregistrament de Robert Hill de la versió primerenca de l'Art de la Fuga de Bach, i va publicar el seu propi enregistrament d'aquest treball el 2007. Inclou un segon disc amb el qual es pot veure la puntuació del treball mentre s'escolten els enregistraments MP3 de la seva actuació.